# Dukat (Rosja)
Dukat – osiedle typu miejskiego w Rosji, w obwodzie magadańskim. W 2010 roku liczyło 1351 mieszkańców.